# Wartkowo
Wartkowo (do 1945 r. niem. Wartekow) – wieś w północno-zachodniej Polsce, położona w województwie zachodniopomorskim, w powiecie kołobrzeskim, w gminie Gościno.
Według danych z 30.06.2014 wieś miała 351 stałych mieszkańców.
Wartkowo jako wieś kościelna należała do katedry w Kołobrzegu. Następnie stała się lennem szlacheckiej rodziny von Blankenburg, w której posiadaniu była do 1758 r. Przeszło wtedy w ręce rodu von Borck. W wieku XIX miała miejsce kilkakrotna zmiana właścicieli posiadłości. Przełom wieków XIX i XX to okres najlepszego rozwoju majątku, a jego ostatnim właścicielem był Otto Selle.
Wieś tworzy "Sołectwo Wartkowo", obejmujące tylko Wartkowo. Rada sołecka, która wspomaga sołtysa może się składać od 3 do 6 członków, a ich liczbę ustala zebranie wiejskie.

## Zabytki
- park pałacowy, z drugiej poł. XIX w., (nr rej.: 980 z 2.02.1978)[6]

inne
- pozostałości po pałacu.

## Farma wiatrowa
W pobliżu wsi w 2012 oddano do użytkowania farmę wiatrową, składającą się z 15 turbin wiatrowych Senvion MM92 o mocy 2,05 MW każda; łączna moc wynosi 30,75 MW. Zespół należy do przedsiębiorstwa ENGIE Zielona Energia Sp. z o.o. Zespół turbin kosztem 215 mln zł zbudowało przedsiębiorstwo GDF Suez Energia Polska.